# Лајв Оук (Округ Сатер, Калифорнија)
Лајв Оук (енгл. Live Oak) град је у америчкој савезној држави Калифорнија. По попису становништва из 2010. у њему је живело 8.392 становника.

## Демографија
Према попису становништва из 2010. у граду је живело 8.392 становника, што је 2.163 (34,7%) становника више него 2000. године.
| Група             | 2000.         | 2010.         |
| Белци             | 2.298 (36,9%) | 2.940 (35,0%) |
| Афроамериканци    | 98 (1,6%)     | 138 (1,6%)    |
| Азијати           | 600 (9,6%)    | 978 (11,7%)   |
| Хиспаноамериканци | 3.028 (48,6%) | 4.093 (48,8%) |
| Укупно            | 6.229         | 8.392         |